# 科勒里
科勒里（法語：Caullery，法語發音：[kolʁi]）是法国上法蘭西大區北部省的一个市镇，属于康布雷区。

## 地理
科勒里（50°5'6"N, 3°22'23"E）面积2.5 平方千米，位于法国上法蘭西大區北部省，该省份为法国最北部的省份及最长的省份，西北濒北海，西接加来海峡省，南至埃纳省和索姆省，东与比利时接壤。
与科勒里接壤的市镇（或旧市镇、城区）包括：利尼昂康布雷西、瓦兰库尔-塞尔维尼、克拉里。

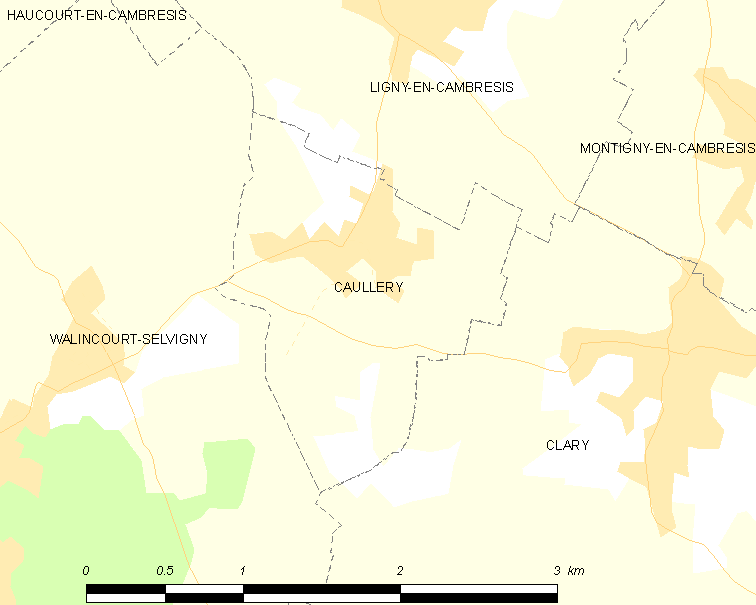
科勒里的OSM定位图

科勒里的时区为UTC+01:00、UTC+02:00（夏令时）。

## 行政
科勒里的邮政编码为59191，INSEE市镇编码为59140。

## 政治
科勒里所属的省级选区为勒卡托康布雷西县。

## 人口

1962-2008年间科勒里人口变化图示

科勒里于2022年1月1日时的人口数量为464人。